# نوآوا
نوآوا (نام علمی: Newtonia) نام یک سرده از تیره سسکیان است.

## گونه‌ها
- نوآوای تیره، Newtonia amphichroa
- نوآوای معمولی، Newtonia brunneicauda
- نوآوای آرچبولد، Newtonia archboldi
- نوآوای دم‌سرخ، Newtonia fanovanae